# أتور الرحمن خان
أتور الرحمن خان (بالبنغالية: আতাউর রহমান খান؛ 6 مارس 1905 - 7 ديسمبر 1991)‏ محامي وسياسي وكاتب من بنجلاديش، وشغل منصب رئيس وزراء شرق باكستان من 1 سبتمبر 1956 - مارس 1958، ورئيس وزراء بنغلاديش من 30 مارس 1984 إلى 1 يناير 1985. يُشار إليه على أنه البنجلاديشي الوحيد الذي شغل منصب رئيس الوزراء في كل من بنغلاديش قبل الاستقلال وبعده.

## الحياة السابقة
ولد أتور رحمن خان عام 1905 في قرية باليا في ضمرى ثان بمنطقة دكا. اجتاز امتحان القبول من مدرسة بوجوز في دكا عام 1924، وامتحان اتحاد كرة القدم من كلية جاغاناث عام 1927، وحصل على درجة البكالوريوس (مع مرتبة الشرف) من جامعة دكا عام 1930.

### رئيس وزراء بنغلاديش
انضم في النهاية إلى حكومة الجنرال إرشاد معتقدًا أنه من خلال كونه جزءًا من الحكومة سيكون قادرًا على توجيهها نحو أجندة أكثر ديمقراطية. تولى رئاسة الوزراء في عام 1984، وهو المنصب الذي شغله حتى 1 يناير 1985، عندما استقال بسبب خلافات لا يمكن التوفيق بينها وبين أسلوب إدارة الجنرال إرشاد.

## الوفاة
توفي أتور الرحمن خان في دكا في 7 ديسمبر 1991 عن عمر يناهز 86 عامًا ودفن بجوار البرلمان.